# Iglesia del Colegio San José (Valencia)

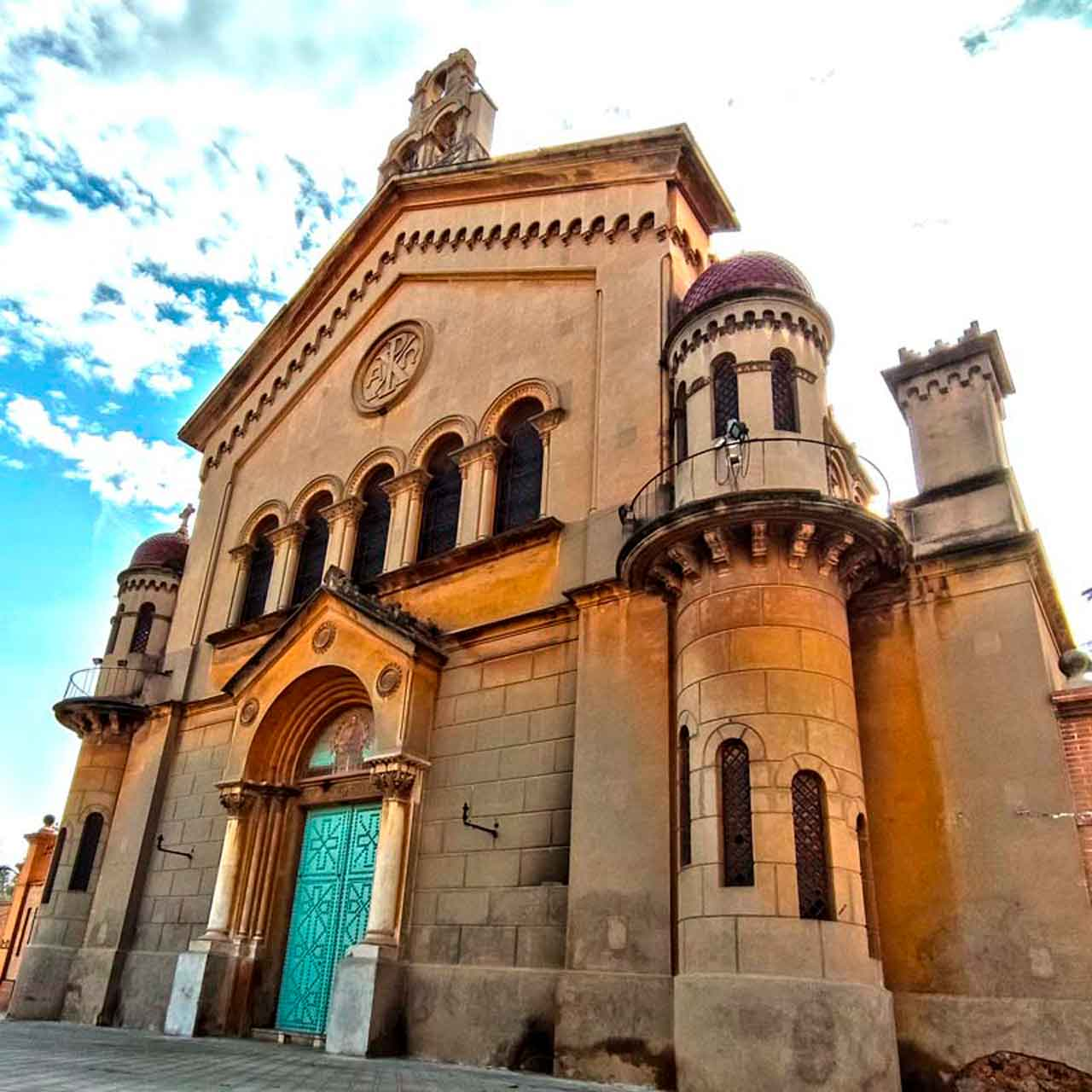
Fachada Iglesia de San José, Jesuitas

La iglesia del Colegio San José , también conocida como iglesia Jesuitas, es una construcción religiosa ubicada en la ciudad de Valencia (España).

## Contexto
Situada a orillas del antiguo cauce del río Turia y junto al Jardín Botánico, forma parte de un antiguo conjunto educativo, Colegio de San José de Valencia de la Compañía de Jesús, hoy en día Centro Arrupe.
Construido a finales del siglo XIX por el arquitecto Joaquín María Belda, su uso original como capilla del Colegio de San José hasta finales del siglo XX, ha propiciado que pase desapercibido para el gran público. Hoy día se están realizando las labores para su apertura al barrio. La iglesia de Jesuitas constituye, para el conjunto de la sociedad valenciana, un valioso legado cultural, tan desconocido como importante, y que ahora se puede descubrir y disfrutar.

## Historia
«La colocación de la primera piedra del nuevo Colegio San José de Valencia se la realizó el 4 de junio de 1879, sin dar mayor publicidad al acto, pues este debía estar terminado para septiembre de 1880, en un plazo de 15 meses, con un costo de 400.000 pesetas aproximadamente».
Las obras se realizaron según proyecto de José Quinzá, arquitecto que falleció sin ver concluida su obra y fue Joaquín María Belda el arquitecto responsable de concluir las obras del colegio, incluyendo la Capilla, que se consagró el 12 de octubre de 1887. En esta primera fase la capilla consistía en una única nave, que se correspondía con las cinco primeras crujías de la nave central de la iglesia actual, y la sacristía. Esta primera construcción se realizó con el material de la época, es decir una fábrica de ladrillos recibidos con mortero de cal. Asimismo se puede observar en la bóveda y la cubierta las técnicas habitualmente utilizadas a finales del siglo XIX.

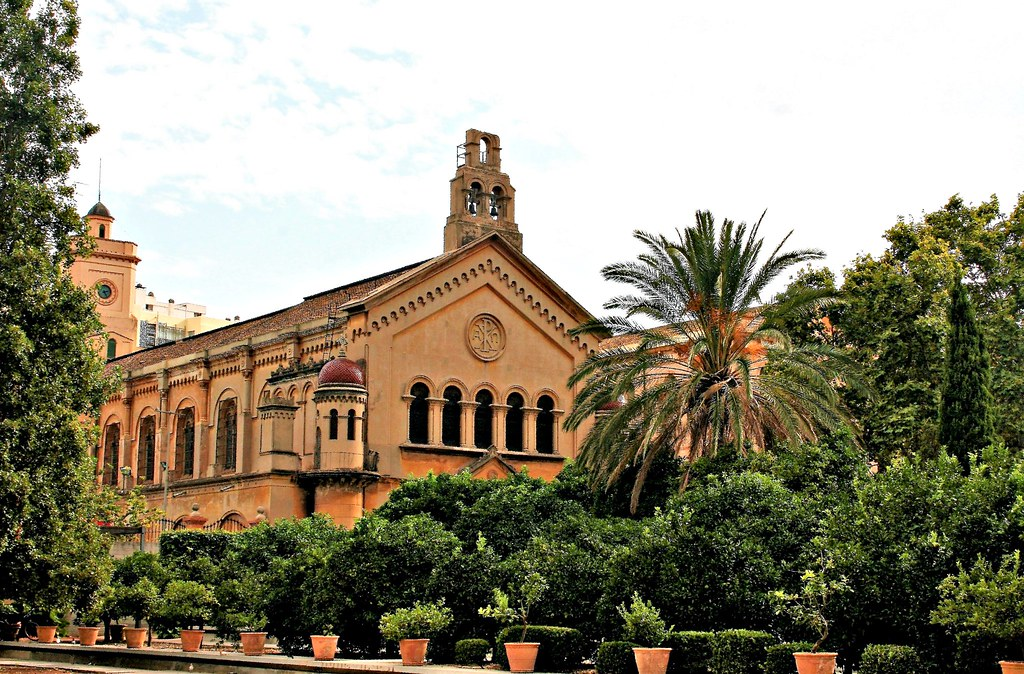
Exterior de la Iglesia

Posteriormente, durante la segunda década del siglo XX, se construyó una segunda fase en la iglesia, en la que se construyeron sendos corredores a los lados de la nave existente, en la zona que hoy se corresponde con los colaterales.También se construyó una nueva crujía, a modo de atrio. Esta intervención se ha visto ampliamente modificada a posteriori, y de ella no quedan evidencias constructivas.
La tercera fase, llevada a cabo en la década de los años 40 del siglo XX, cuando la iglesia ve su ampliación definitiva, y la realización del edificio tal y como lo vemos en la actualidad. iSe le añadieron los pies tres capillas de nueva construcción a continuación de las seis existentes, y se transformaron los corredores en naves colaterales. La construcción es, de nuevo, conforme a las costumbres de la época, siendo éstas muy distintas de las correspondientes a la primera fase, con el uso de morteros de cemento, y el uso de cerchas metálicas en la cubierta.

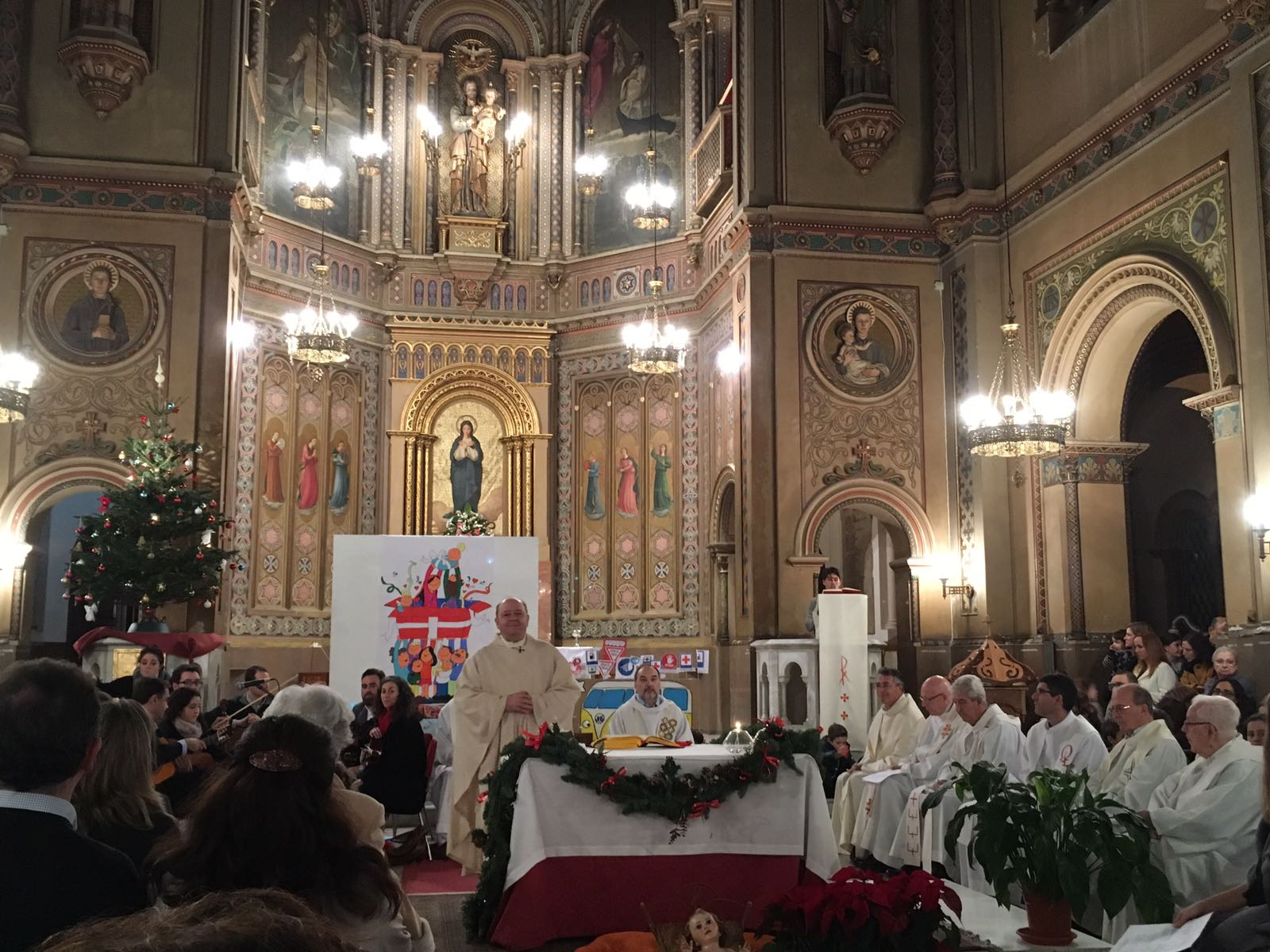
Celebración por parte de PP. Jesuitas de una misa en el interior de la Iglesia

Con el paso de los años, el monumento sufría numerosas patologías, causadas principalmente por la humedad del subsuelo y goteras en cubiertas, llegando a afectar profundamente a todo el conjunto. Por ello, en 2018 se decidió realizar un Proyecto de Restauración organizado en varias fases que se presentó en febrero de 2019. En marzo de 2021 concluyó la Fase 0 de urgencia.

## Descripción

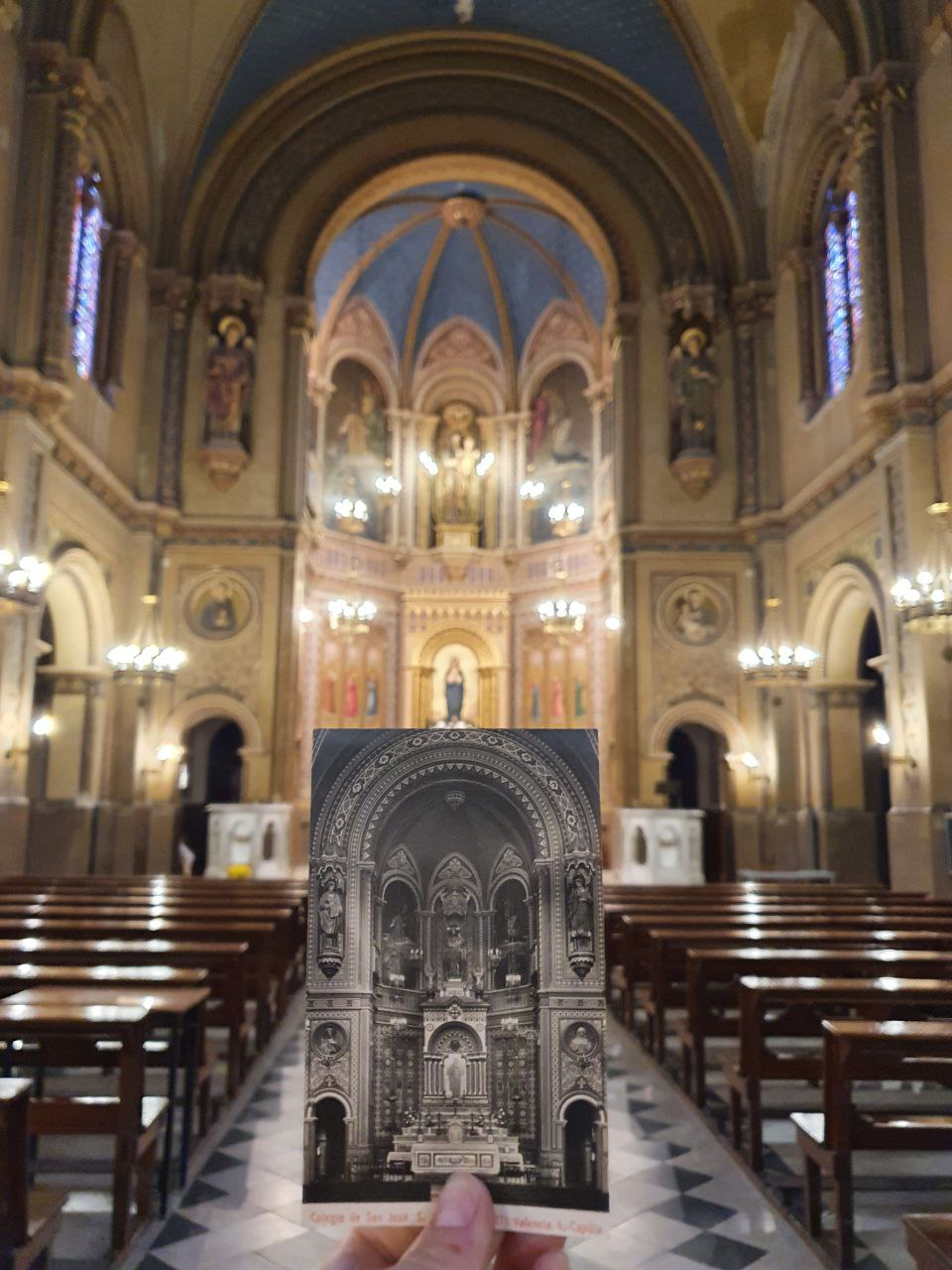
Interior actual de la Iglesia de los Padres Jesuitas comparado con el originario, anterior al Concilio Vaticano II

El edificio constituye una magnífica muestra de arquitectura de estilo neobizantino, uno de los ejemplos más significativos de la región.
Interior
Es un espacio solemne en el que todas las técnicas decorativas de la época se fusionan de forma sutil para realzar la depurada arquitectura del templo. 
De tamaño imponente, más propio de una iglesia parroquial que de una capilla escolar, está compuesta por una nave principal de 40 metros de largo y 10 metros de ancho, flanqueada por dos naves colaterales. El espacio central está cubierto por una bóveda de cañón que culmina a 15 metros, cuya decoración pictórica simula un cielo azul con estrellas doradas al que se añaden arcos fajones policromados e imponentes rosetones con reflejos metálicos. Esta majestuosidad se complementa con un conjunto de más de 165m² de vidrieras policromadas, provenientes del taller de J. Muria, que aporta una agradable luz multicolor al espacio interior. 

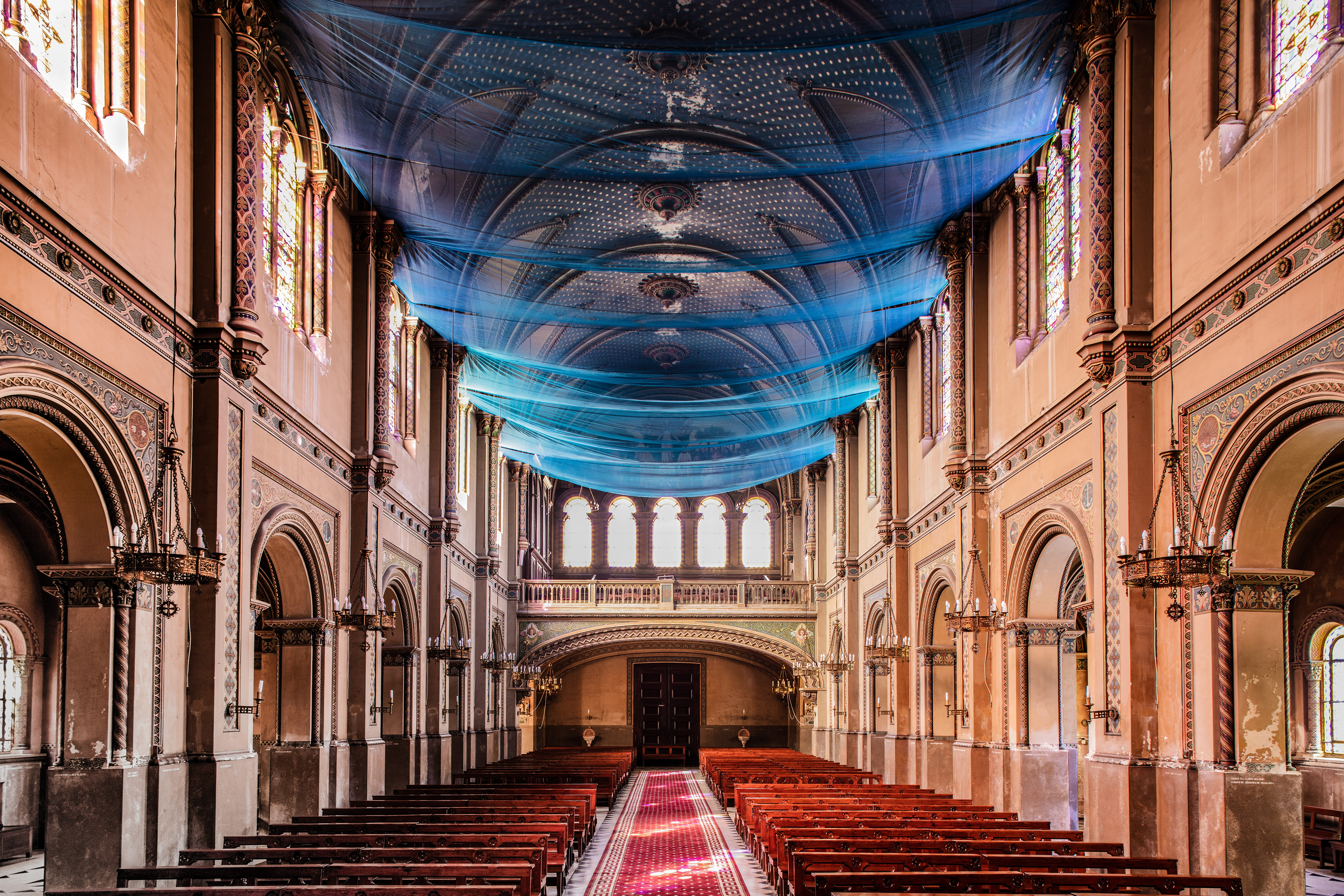
Interior hacia el coro en su época de restauración

Uno de los elementos destacables de la iglesia es su conjunto de bóvedas encamonadas, de arista en los colaterales y de cañón en la nave principal, siendo esta última una de las de mayor tamaño en España, con sus 10 metros de luz. Pero encierra muchas otras realizaciones ejecutadas con una gran maestría, como el altar mayor, las pinturas murales, las molduras de escayola, los artesonados pintados imitando la madera, o el conjunto de luminarias. Todo ello confiere a este monumento una coherencia en el programa decorativo que une las artes con los oficios, proporcionándole una indudable relevancia patrimonial. 
Exterior
En el centro de la fachada principal se abre la portada que está formada por un arco de medio punto enmarcado en un pórtico que se apoya en dos columnas sobre un podio, una a cada lado. Por encima de la portada se observa una galería formada por cinco vanos cerrados por arcos de medio punto que se apoyan en pilares y columnas neo-románicas.
Mientras que en el hastial se halla un altorrelieve con un crismón, en el tímpano del arco de la entrada se observa un panel mosaico que representa a San José y bajo su protección el edificio de San Pedro en el Vaticano. Sobre el tejado se puede ver una espadaña con dos campanas. Bordeando la figura de San José una leyenda que dice Fac Nos Innocuam Decurrere Vitam y en el dintel de la puerta otra inscripción indica Locs Iste Sanctvs Est.
Los extremos de la fachada están flaqueados por dos pequeñas torrecillas compuestas por dos cuerpos cada una, a mitad camino, una balconada y cubriendo las torrecillas, pequeñas cúpulas de traza oriental con azulejos de escama.

## Grado de protección
La iglesia tiene consideración genérica de Bien de Relevancia Local, según lo establecido en el art. 4.2 de la Ley 9/2017, de 7 de abril, de la Generalitat, de modificación de la Ley 4/1998, del patrimonio cultural valenciano, por tratarse de un edificio religioso.

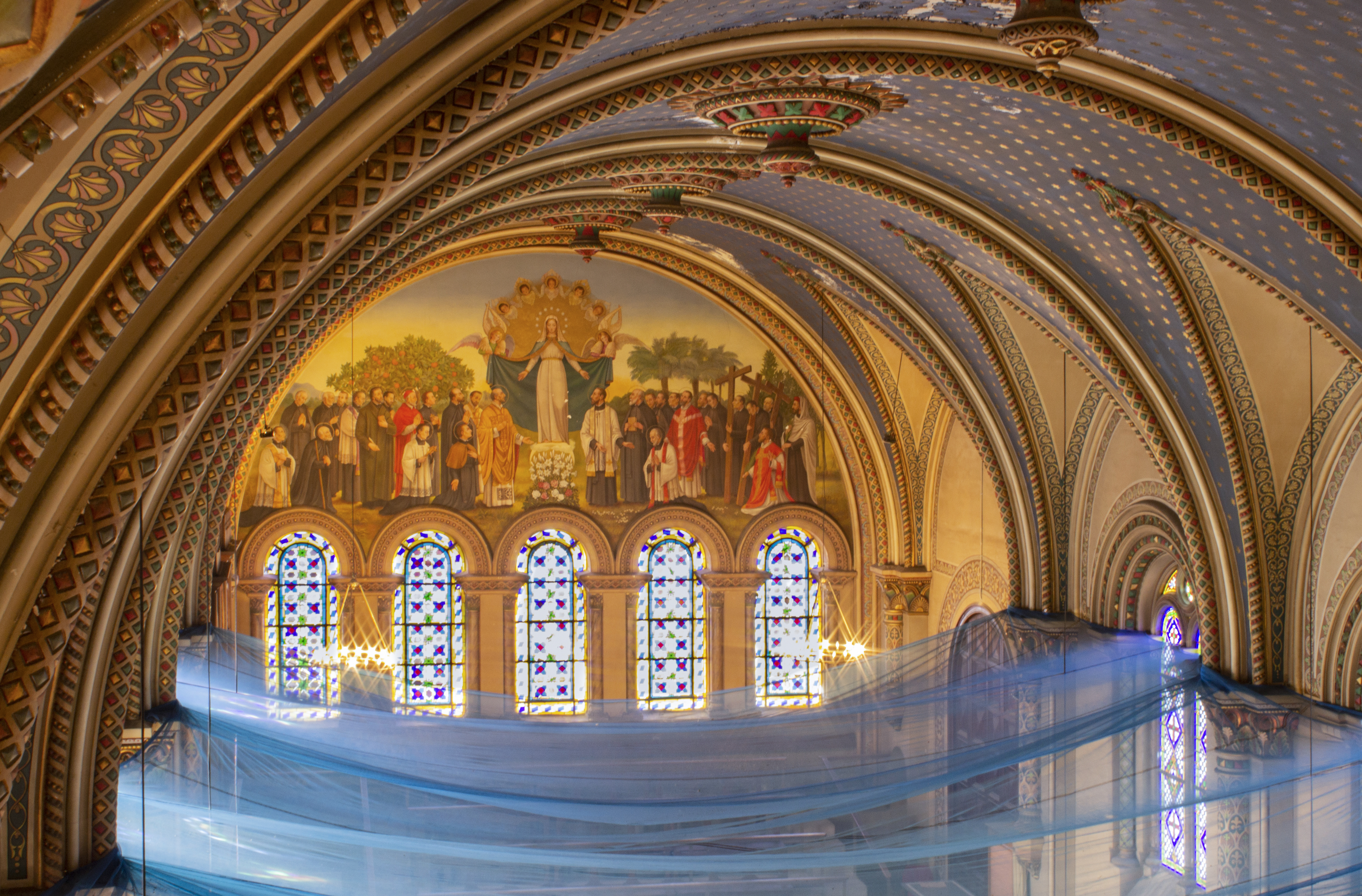
Vista de la bóveda y el mosaico de los pies de la iglesia. Tomada desde un andamio durante las obras de restauración

Asimismo, el edificio se ve afectado por el Plan Especial de Protección del entorno de los BB.II.CC. Jardín Botánico de la Universidad de Valencia, Templo Parroquial de San Miguel y San Sebastián y Puerta de Quart. En dicho Plan Especial de Protección, la iglesia está incluida en el entorno de protección del BIC del Jardín Botánico de la Universidad de Valencia. En la correspondiente ficha, se considera de criterio 2: «parcelas recayentes al mismo espacio público que el bien y que constituye un entorno visual y ambiental inmediato y en el que cualquier intervención que se realice pueda suponer una alteración de las condiciones de percepción del bien o del carácter patrimonial del ámbito urbano en que se ubica». Se trata por lo tanto de una protección de carácter visual.
Por último, el Colegio San José (P. Jesuitas) se encuentra incluido en el Catálogo de Bienes y Espacios Protegidos del Plan Especial de Protección anteriormente citado. En la correspondiente ficha, se le atribuye el carácter de BRL (monumento de interés local), con una protección general integral.